# جمال لك (غوغر)
جمال لك (بالفارسية: جمال لک) هي قرية تقع في إيران في قسم غوغر الريفي.